# 유라촌
유라촌(일본어: 由良村)은 일본 교토부 가사군에 설치되었던 촌이다. 현재의 미야즈시에 해당한다.

## 역사
- 1889년 4월 1일 - 정촌제 시행에 의해 2촌의 구역을 가지고 가사군 유라촌이 성립하였다.
- 1956년 9월 20일 - 미야즈시에 편입, 동일 유라촌은 폐지되었다. 이후 오아자 유라가 설치되었다.

## 교통

### 철도
- 일본국유철도
  - 미야즈선 (현 교토 탄고철도 미야토요선)

## 교통

### 도로
- 국도 제178호선

## 참고문헌
- 「角川日本地名大辞典」編纂委員会『角川日本地名大辞典 26 京都府』角川書店、1982年